# Thailändische Badmintonmeisterschaft 2008
Die Thailändische Badmintonmeisterschaft 2008 fand vom 1. bis zum 6. September 2008 statt.

## Medaillengewinner
| Disziplin    | Gold                                              | Silber                                  | Bronze                                            |
| ------------ | ------------------------------------------------- | --------------------------------------- | ------------------------------------------------- |
| Herreneinzel | Boonsak Ponsana                                   | Pakkawat Vilailak                       | Sittichai Viboonsin                               |
| Herreneinzel | Boonsak Ponsana                                   | Pakkawat Vilailak                       | Tanongsak Saensomboonsuk                          |
| Dameneinzel  | Soratja Chansrisukot                              | Ratchanok Intanon                       | Porntip Buranaprasertsuk                          |
| Dameneinzel  | Soratja Chansrisukot                              | Ratchanok Intanon                       | Salakjit Ponsana                                  |
| Herrendoppel | Tesana Panvisavas Songphon Anugritayawon          | Sudket Prapakamol Patapol Ngernsrisuk   | Thitipong Lapho Jakrapan Thanathiratham           |
| Herrendoppel | Tesana Panvisavas Songphon Anugritayawon          | Sudket Prapakamol Patapol Ngernsrisuk   | Nitipong Saengsila Kovit Phisetsarasai            |
| Damendoppel  | Duanganong Aroonkesorn Kunchala Voravichitchaikul | Savitree Amitrapai Vacharaporn Munkit   | Porntip Buranaprasertsuk Soratja Chansrisukot     |
| Damendoppel  | Duanganong Aroonkesorn Kunchala Voravichitchaikul | Savitree Amitrapai Vacharaporn Munkit   | Vararat Gatenakorn Preyaporn Vechsuwannapat       |
| Mixed        | Sudket Prapakamol Saralee Thungthongkam           | Thitipong Lapho Saisamol Chattanupakorn | Songphon Anugritayawon Kunchala Voravichitchaikul |
| Mixed        | Sudket Prapakamol Saralee Thungthongkam           | Thitipong Lapho Saisamol Chattanupakorn | Nitipong Saengsila Duanganong Aroonkesorn         |